# Kvartetten-böckerna
Kvartetten-böckerna är en serie äventyrsromaner skrivna av Enid Blyton. Det finns finns 5 böcker skrivna i bokserien av Enid Blyton och ytterligare en skriven senare av Trevor J. Bolton.

## Kort sammanfattning av bokserien
Bokserien inleds med boken Den hemliga ön. Det är en Robinsson berättelse. Romanen var ursprungligen en följetong i Sunny Stories och publicerades som roman 1938. Det var en av Enid Blytons tidigaste äventyrsromaner, och skrevs före femböckerna, mysterieböcker och äventyrsböckerna. Peggy och hennes yngre syskon tvillingarna, Mike och Nora rymmer för att bo på en öde ö. De får hjälp av Jack, en föräldralös pojke. De bygger ett hus av grenarna från ett pilträd och har en ko och några höns för att få mjölk och ägg. Det är en Robinsson inspirerad historia, om handlar om barnens överlevnad på ön. I nästa bok Hemligheten med Spiggy Holes har barnen återförenats med sina föräldrar och Jack är nu adopterad i familjen. Familjen åker på semester till den karga Cornwall-kusten och blir indragna i ett kidnappningsfall. Den kidnappade pojken var prinsen av Baronia, Paul. Baronia är ett litet okänt kungarike och Paul är tronarvinge. I tredje boken Det hemliga berget kraschlandar kapten och fru Arnold i Afrika. Barnen flyger då iväg med Paul i hans kungliga plan till Afrika för att rädda sina föräldrar. Det blir en äventyrlig räddning för barnen i Afrika. Den fjärde boken The Secret of Killimooin senare omdöpt till The Secret Forest går prins Paul, på samma internatskola som Jack och Mike. Han bjuder in sina fyra vänner till sitt palats i Baronia för semestern. Men värmen gör att flyttar upp i bergen. På landsbygden terroriserar rövare lokalbefolkningen. De upptäcker en hemlig skog, otillgänglig och omgiven av höga berg. Skogen är rånarnas gömställe. I Blytons sista bok i serien Hemligheten med Moon Castle bor prins Paul i ett engelskt slott i flera veckor. Familjen Arnold tillbringar en tid i slottet med märkliga spöklika händelser. Ett konstigt färgat ljus stiger upp från marken. Det beror av en konstig metall möjligen radioaktiv, som mystiska män bryter av okänd anledning.

## Böckerna
Enid Blytons Secret-böcker är förbisedda och glöms ofta bort i hennes produktion. Bokserien är en inledning av hennes arbete med äventyrsböcker för ungdomar och en blåkopia för framtida böcker, särskilt Äventyrs-böckerna. De bildar en bakgrund till Blytons böcker i denna typ av äventyrsberättelser för ungdom.
- The Secret Island engelska originalet (1938), Kvartetten på hemliga ön, översättning av Marianne Wahlén (1956). Boken är översatt av ytterligare två översättare till svenska.[1]
- The Secret of Spiggy Holes engelska originalet (1940), Kvartetten vid hemliga grottan, översättning av Lena Fries (1956. Boken är översatt av ytterligare två översättare till svenska.[2]
- The Secret Mountain engelska originalet, (1941), Kvartetten vid hemliga berget översättning av Marianne Wahlén (!957). Boken är översatt av ytterligare två översättare till svenska.[3]
- The Secret of Killimooin (1943) engelska originalet, omdöpt till The Secret Forest, Kvartetten i hemliga dalen, översättning av Lena Fries-Gedin (1957). Boken är översatt av ytterligare en översättare till svenska.[4]
- The Secret of Moon Castle (1953) engelska originalet, Kvartetten i hemliga slottet översättning av Gunvor Håkansson (1970).[5] Boken är översatt av ytterligare en översättare till svenska.[6]

En sjätte bok i serien, The Secret Valley, skrevs av Trevor J. Bolton och publicerades av Award 2009. Serien gjordes till en TV-serie av Cloud 9 screen entertainment 1996.